# ابوت-دترویت
ابوت-دترویت (انگلیسی: Abbott-Detroit) شرکت خودروسازی آمریکایی بود، که در سال ۱۹۰۹ تأسیس شد.